# 28 lipca
28 lipca jest 209. (w latach przestępnych 210.) dniem w kalendarzu gregoriańskim. Do końca roku pozostaje 156 dni.

## Święta
- Imieniny obchodzą: Achacja, Achacjusz, Achacy, Ada, Alfons, Antoni, Celzjusz, Macieja, Melchior, Nazariusz, Nazary, Samson, Świętomir, Tymon, Tymona, Urban i Wiktor.
- Międzynarodowe – Światowy Dzień Wirusowego Zapalenia Wątroby (w dzień ur. Barucha Samuela Blumberga ustanowiony przez Europejskie Stowarzyszenie Pacjentów Wątroby (ELPA) w 2004; obchody w WHO od 2011, wcześniej jako Światowy Dzień Świadomości Wirusowego Zapalenia Wątroby 1 października od 2007, następnie 19 maja od formalnego uznania WHD w 2010)
- Peru – Święto Niepodległości
- San Marino – Rocznica Upadku Faszyzmu
- Wspomnienia i święta w Kościele katolickim[1][2] obchodzą:
  - św. Alfonsa od Niepokalanego Poczęcia (pierwsza Hinduska kanonizowana przez Kościół katolicki)
  - św. Nazariusz i Celsus (męczennicy)
  - św. Piotr Poveda Castroverde (męczennik)
  - św. Samson z Bretanii[3] (zm. 565, opat i biskup Dol-de-Bretagne)
  - św. Wiktor I (papież)

## Wydarzenia w Polsce
- 1243 – Decyzją legata papieskiego Wilhelma z Modeny została utworzona diecezja chełmińska.
- 1331 – Oddział krzyżacki splądrował i spalił Środę Wielkopolską.
- 1458 – Wojna trzynastoletnia: w Gdańsku został zawarty rozejm pomiędzy Polską a wspierającą krzyżaków Danią. W dokumencie uzgodniono natychmiastowe wstrzymanie działań wojennych do sierpnia 1459 roku oraz przywrócenie handlu. Na maj 1459 zaplanowano sąd rozejmowy mający rozstrzygnąć sprawy sporne.
- 1464 – Wojna trzynastoletnia: najemnicy królewscy na czele z Tomcem z Młodkowa rozpoczęli oblężenie Nowego, ostatniej twierdzy krzyżackiej nad Wisłą.
- 1648 – Powstanie Chmielnickiego: zwycięstwem wojsk polskich nad kozackimi zakończyła się trzydniowa bitwa pod Konstantynowem.
- 1656 – Potop szwedzki: rozpoczęła się bitwa pod Warszawą.
- 1815 – Założono Szkołę Podchorążych w Warszawie.
- 1844 – W Karpaczu poświęcono sprowadzoną z Norwegii drewnianą, ewangelicką Świątynię Wang.
- 1847 – W Kołczygłowach na Pomorzu późniejszy niemiecki kanclerz Otto von Bismarck poślubił Joannę von Puttkamer.
- 1851 – Całkowite zaćmienie Słońca widoczne w północnej Polsce.
- 1895 – Podczas zjazdu w Rzeszowie delegaci chłopscy założyli Stronnictwo Ludowe.
- 1920:
  - Rada Ambasadorów w Paryżu dokonała podziału Śląska Cieszyńskiego, Orawy i Spiszu pomiędzy Polskę i Czechosłowację.
  - Wojna polsko-bolszewicka: Armia Czerwona zdobyła Białystok.
- 1934 – W Warszawie rozpoczęły się Międzynarodowe Zawody Samolotów Turystycznych Challenge 1934.
- 1941 – W dniach 28–30 lipca w zajętym przez Wehrmacht Krzemieńcu zamordowano, według listy utworzonej przez ukraińskich nacjonalistów, około 30 przedstawicieli polskiej inteligencji.
- 1942 – W warszawskim getcie utworzono Żydowską Organizację Bojową.
- 1943 – Niemcy dokonali pacyfikacji Woli Justowskiej (obecnie dzielnica Krakowa), zabijając 24 osoby[4].
- 1948 – Karol Wojtyła przybył do swej pierwszej parafii w Niegowici.
- 1963 – Jan Wróblewski ustanowił szybowcowy rekord świata na trasie docelowo-powrotnej Leszno–Olsztyn – Leszno (678,9 km).
- 1967 – Premiera filmu wojennego Zwariowana noc w reżyserii Zbigniewa Kuźmińskiego.
- 1971 – Założono klub piłkarski Miedź Legnica.
- 1975 – Zdzisław Marchwicki, znany jako „Wampir z Zagłębia”, został skazany po pokazowym procesie w Katowicach na karę śmierci.
- 1992 – Rozpoczął działalność Pioneer Pierwszy Polski Fundusz Powierniczy.
- 1993 – Polska zawarła konkordat ze Stolicą Apostolską.
- 2004:
  - Do kraju sprowadzono prochy dowódcy powstania warszawskiego gen. Antoniego Chruściela ps. „Monter”.
  - W Warszawie rozpoczął się III Narodowy Zlot Harcerzy.
- 2010 – Sąd Okręgowy w Warszawie uniewinnił troje policjantów oskarżonych o niedopełnienie obowiązków w trakcie akcji w Magdalence w 2003 roku.

## Wydarzenia na świecie
- 450 – Aelia Pulcheria została cesarzową bizantyńską.
- 754 – Papież Stefan II udzielił królewskiego namaszczenia królowi Franków Pepinowi Krótkiemu.
- 1148 – II wyprawa krzyżowa: zakończyło się nieudane oblężenie Damaszku.
- 1308 – Abu ar-Rabi został sułtanem Maroka.
- 1330 – Car Bułgarii Michał III Szyszman zginął w bitwie z Serbami pod Welbużdem.
- 1353 – Anna świdnicka została koronowana na królową Czech.
- 1364 – Zwycięstwo Republiki Florenckiej nad Republiką Pizy w bitwie pod Casciną.
- 1402 – Timur Chromy zadał Turkom osmańskim druzgocącą klęskę w bitwie pod Ankarą, osłabiając ich państwo na około pół wieku.
- 1420 – Zygmunt Luksemburski został koronowany na króla Czech.
- 1458 – Charlotta została królową Cypru.
- 1480 – Włoskie miasto Otranto zostało zdobyte przez desant turecki.
- 1488 – Szalona wojna: zwycięstwo wojsk francuskich nad bretońskimi w bitwie pod Saint Aubin du Cormier.
- 1540:
  - Król Anglii Henryk VIII Tudor poślubił swą piątą żonę Katarzynę Howard.
  - Królewski doradca Thomas Cromwell został ścięty z rozkazu króla Henryka VIII Tudora.
- 1542 – Wmurowano kamień węgielny pod budowę kowieńskiego ratusza.
- 1566 – U wybrzeży Gotlandii sztorm zniszczył flotę duńsko-lubecką, zabijając około 6 tys. osób.
- 1576 – Angielski żeglarz Martin Frobisher wylądował jako pierwszy na Resolution Island na Morzu Labradorskim.
- 1609 – Pierwsi angielscy osiedleńcy (rozbitkowie) wylądowali na Bermudach.
- 1643 – Angielska wojna domowa: zwycięstwo wojsk Parlamentu w bitwie pod Gainsborough.
- 1680 – Car Rosji Fiodor III Romanow ożenił się z Agafią Gruszecką.
- 1696 – II wojna rosyjsko-turecka: kapitulacja Turków w twierdzy Azow.
- 1742 – Prusy i Austria zawarły pokój berliński.
- 1755 – Gubernator Nowej Szkocji Charles Lawrence ogłosił decyzję o deportacji wszystkich francuskich mieszkańców prowincji.
- 1794 – Rewolucja francuska: zostali zgilotynowani przywódcy jakobinów, w tym Maximilien de Robespierre.
- 1800 – Dokonano pierwszego wejścia na najwyższy austriacki szczyt Großglockner (3798 m n.p.m.)
- 1808 – Mahmud II został sułtanem Imperium Osmańskiego.
- 1809 – Wojna na Półwyspie Iberyjskim: pyrrusowym zwycięstwem wojsk brytyjsko-hiszpańskich zakończyła się bitwa pod Talavera de la Reyna.
- 1821 – José de San Martín na czele swych oddziałów wyzwolił Peru spod panowania hiszpańskiego.
- 1822 – Antym III został ekumenicznym patriarchą Konstantynopola.
- 1823 – Imperium Osmańskie i Iran zawarły traktat pokojowy w Erzurum.
- 1830 – José Santos Díaz del Valle został tymczasowym prezydentem Hondurasu.
- 1835 – Podczas parady wojskowej w Paryżu Korsykanin Giuseppe Fieschi usiłował zabić króla Francji Ludwika Filipa i jego dwóch synów, wykorzystując w tym celu tzw. machinę piekielną. W zamachu zginęło 19 przypadkowych osób.
- 1846 – Nicolás Bravo został po raz trzeci prezydentem Meksyku.
- 1849 – Wiktor Emanuel II został królem Sardynii.
- 1851 – Całkowite zaćmienie Słońca (pierwsze sfotografowane) widoczne nad Kanadą, Grenlandią, Islandią, Skandynawią, Polską, Białorusią i zachodnią Rosją.
- 1858 – Pedro Santana został po raz czwarty prezydentem Dominikany.
- 1864 – Wojna secesyjna: zwycięstwo wojsk Unii w bitwie pod Ezra Church.
- 1865 – Walijscy osadnicy założyli miasto Puerto Madryn w Argentynie.
- 1869 – Duński następca tronu książę Fryderyk poślubił księżniczkę szwedzką i norweską Luizę Bernadotte.
- 1883 – W trzęsieniu ziemi na włoskiej wyspie Ischia zginęło 2300 osób.
- 1896 – Miami otrzymało prawa miejskie.
- 1898 – Wojna amerykańsko-hiszpańska: oddziały amerykańskie wylądowały na Portoryko.
- 1904 – W Petersburgu zginął w zamachu bombowym rosyjski minister spraw wewnętrznych Wiaczesław Plehwe.
- 1914 – Austro-Węgry wypowiedziały wojnę Serbii; początek I wojny światowej.
- 1915 – Wojska amerykańskie rozpoczęły okupację Haiti.
- 1919 – Epitácio Pessoa został prezydentem Brazylii.
- 1922 – Stany Zjednoczone uznały niepodległość Łotwy.
- 1927 – 27 osób zginęło (w tym 16 dzieci) w katastrofie statku wycieczkowego „Favorite” na jeziorze Michigan.
- 1928:
  - Anton Korošec został premierem Królestwa Serbów, Chorwatów i Słoweńców.
  - W Amsterdamie rozpoczęły się IX Letnie Igrzyska Olimpijskie.
- 1931 – Na bazie wydzielonego z Białoruskiego Uniwersytetu Państwowego w Mińsku Wydziału Pedagogicznego utworzono Białoruski Wyższy Państwowy Instytut Pedagogiczny.
- 1933 – ZSRR i Hiszpania nawiązały stosunki dyplomatyczne.
- 1935 – Dokonano oblotu bombowca Boeing B-17 Flying Fortress.
- 1937 – Estońskie Zgromadzenie Narodowe uchwaliło nową konstytucję.
- 1938 – Premiera amerykańskiego musicalu filmowego Andy Hardy zakochany w reżyserii George’a B. Seitza.
- 1941 – Wojna na Pacyfiku: wojska japońskie wkroczyły do Wietnamu, Kambodży i Laosu na podstawie porozumień z rządem francuskim w Vichy.
- 1942 – Józef Stalin wydał Rozkaz nr 227, znany też jako „Ani jednego kroku wstecz”.
- 1943:
  - 20 osób zginęło, a 2 zostały ranne w katastrofie należącego do American Airlines samolotu Douglas DC-3 w hrabstwie Allen w stanie Kentucky.
  - Bitwa o Atlantyk: w Zatoce Biskajskiej został zatopiony bombami głębinowymi niemiecki okręt podwodny U-404 wraz z całą, 51-osobową załogą.
  - Operacja „Gomora”: w nocy z 27 na 28 lipca 729 brytyjskich bombowców zrzuciło 2326 ton bomb na gęsto zamieszkane dzielnice robotnicze Hamburga, zabijając około 40 tys. osób.
- 1944 – Odbył się pierwszy lot bojowy myśliwca z napędem rakietowym Me 163.
- 1945:
  - 14 osób zginęło, a 26 zostało rannych po uderzeniu we mgle bombowca North American B-25 Mitchell w nowojorski wieżowiec Empire State Building.
  - José Luis Bustamante został prezydentem Peru.
  - Senat USA ratyfikował Kartę Narodów Zjednoczonych.
  - Wojna na Pacyfiku: podczas amerykańskiego nalotu bombowego na bazę Kure na wyspie Honsiu został trafiony i zatopiony lekki krążownik „Ōyodo” wraz z około 300-osobową załogą.
- 1947 – Brytyjczyk Tom Blower przepłynął w czasie 15 godz. i 26 min. jako pierwszy w historii Kanał Północny między Szkocją a Irlandią.
- 1948 – W wyniku eksplozji w zakładach chemicznych IG Farben w Ludwigshafen w Nadrenii-Palatynacie zginęło ponad 200 osób, a ok. 3800 odniosło obrażenia.
- 1949 – Daniel Chanis Pinzón został prezydentem Panamy.
- 1950:
  - Manuel Odría został prezydentem Peru.
  - Uruchomiono komunikację trolejbusową w rosyjskim Krasnodarze.
- 1951 – W Genewie została przyjęta konwencja dotycząca statusu uchodźców, zawierająca zasadę non-refoulement.
- 1955 – We francuskim Tours została założona organizacja Union Mundial pro Interlingua, promująca sztuczny język Interlingua.
- 1956 – Manuel Prado został po raz drugi prezydentem Peru.
- 1957:
  - Powstała Międzynarodówka Sytuacjonistyczna, inspirowana pismami Guy Deborda.
  - W wyniku lawin błotnych wywołanych ulewnymi deszczami w mieście Isahaya na zachodzie japońskiej wyspy Kiusiu zginęły 992 osoby.
  - Została założona Chrześcijańsko-Demokratyczna Partia Chile (PDC).
- 1960 – Psy Czajka i Lisiczka zginęły w eksplozji rakiety nośnej, która miała je wynieść na orbitę okołoziemską.
- 1962:
  - 19 osób, a 116 zostało rannych w wyniku wykolejenia pociągu pasażerskiego w Steelton w Pensylwanii.
  - 81 osób zginęło w katastrofie samolotu An-10 w rosyjskim Soczi.
  - Wystrzelono radzieckiego satelitę szpiegowskiego Kosmos 7.
- 1963 – Fernando Belaúnde został prezydentem Peru.
- 1964 – Wystrzelono amerykańską sondę księżycową Ranger 7.
- 1969 – 23 osoby zginęły, a 29 zostało rannych w wyniku uderzenia pociągu osobowego w autobus na przejeździe kolejowym w czeskim mieście Mladá Boleslav.
- 1973 – Rozpoczęła się druga załogowa misja na amerykańską stację kosmiczną Skylab.
- 1975 – Podczas zejścia 5-osobowej polskiej wyprawy z Broad Peak Middle w Karakorum zginęli himalaiści: Marek Kęsicki, Bohdan Nowaczyk i Andrzej Sikorski.
- 1976:
  - 76 osób zginęło w katastrofie czechosłowackiego Iła-18 w Bratysławie.
  - Trzęsienie ziemi w Tangshan w Chinach pochłonęło prawdopodobnie około 800 tys. ofiar (oficjalne dane mówią o 240–255 tys. zabitych).
- 1977 – Hiszpania złożyła wniosek o przystąpienie do Europejskiej Wspólnoty Gospodarczej.
- 1978 – Pierwsze dwa francuskie superszybkie pociągi TGV opuściły fabrykę Alsthom w Belfort.
- 1979 – Otwarto Litewskie Muzeum Morza w Kłajpedzie.
- 1980 – Fernando Belaúnde został po raz drugi prezydentem Peru.
- 1981 – W trzęsieniu ziemi w południowym Iranie zginęło około 1500 osób.
- 1983 – W Leningradzie Władimir Putin ożenił się z Ludmiłą Szkrebniewą.
- 1984 – W Los Angeles rozpoczęły się, zbojkotowane przez większość krajów komunistycznych, XXIII Letnie Igrzyska Olimpijskie.
- 1985 – Alan García Pérez został prezydentem Peru.
- 1986 – 32 osoby zginęły, a 140 zostało rannych w zamachu bombowym we wschodnim Bejrucie.
- 1987 – Giovanni Goria został premierem Włoch.
- 1988 – Japońsko-indyjska wyprawa po raz pierwszy zdobyła leżący w paśmie Karakorum szczyt Rimo I (7385 m n.p.m.).
- 1990 – Alberto Fujimori został prezydentem Peru.
- 1993:
  - Andora została przyjęta do ONZ.
  - Premiera komedii filmowej Robin Hood: Faceci w rajtuzach w reżyserii Mela Brooksa.
- 1995:
  - Premiera filmu science fiction Wodny świat w reżyserii Kevina Costnera i Kevina Reynoldsa.
  - Wietnam został przyjęty do Stowarzyszenia Narodów Azji Południowo-Wschodniej (ASEAN).
- 1996 – Na południu stanu Waszyngton znaleziono prehistoryczny szkielet „Człowieka z Kennewick”.
- 2000 – W Katyniu uroczyście otwarto cmentarz polskich i rosyjskich ofiar NKWD.
- 2001 – Alejandro Toledo został prezydentem Peru.
- 2002 – Krótko po starcie z Portu lotniczego Moskwa-Szeremietiewo rozbił się odbywający lot techniczny samolot pasażerski Ił-86 należący do Pulkovo Airlines. Spośród 16 członków załogi na pokładzie katastrofę przeżyły 2 stewardesy.
- 2004 – Otwarto pierwsza linię metra w chińskim Wuhanie.
- 2005 – IRA oficjalnie ogłosiła zakończenie walki zbrojnej.
- 2006 – Alan García Pérez został po raz drugi prezydentem Peru.
- 2008 – Co najmniej 32 osoby zginęły w 3 przeprowadzonych przez kobiety samobójczych zamachach bombowych podczas pielgrzymki w Bagdadzie. W podobnym zamachu w Kirkuku na północy Iraku zginęło co najmniej 38 osób.
- 2010:
  - 152 osoby zginęły w katastrofie Airbusa A321 linii Air Blue w Pakistanie.
  - W Katalonii wprowadzono zakaz urządzania korridy.
- 2011:
  - Boeing 747-400 cargo południowokoreańskich Asiana Airlines rozbił się krótko po starcie z Portu lotniczego Seul-Inczon, w wyniku czego zginęli obaj piloci.
  - Ollanta Humala został prezydentem Peru.
- 2013:
  - 39 osób zginęło, a 19 zostało rannych w katastrofie autokaru z neapolskimi pielgrzymami w Monteforte Irpino we włoskim regionie Kampania.
  - Partia Ludowa wygrała wybory parlamentarne w Kambodży.
  - W Mali odbyła się I tura przedterminowych wyborów prezydenckich. Do II tury przeszli: były premier Ibrahim Boubacar Keïta i Soumaïla Cissé.
- 2016 – Pedro Pablo Kuczynski został prezydentem Peru.
- 2017 – Premier Pakistanu Nawaz Sharif podał się do dymisji po tym jak Sąd Najwyższy pozbawił go prawa do pełnienia funkcji publicznych w procesie związanym z aferą Panama Papers.
- 2021 – Pedro Castillo został prezydentem Peru.

## Urodzili się
- 1165 – Ibn Arabi, arabski teolog suficki, filozof (zm. 1240)
- 1458 – Jacopo Sannazaro, włoski poeta (zm. 1530)
- 1516 – Wilhelm Bogaty, książę Kleve, Jülich, Bergu i Geldrii, hrabia Mark (zm. 1592)
- 1538 – Erik Gustafsson (Stenbock), szwedzki arystokrata, dowódca wojskowy (zm. 1602)
- 1573 – (lub 29 lipca) Filip II, książę szczeciński (zm. 1618)
- 1609 – (data chrztu) Judith Leyster, holenderska malarka (zm. 1660)
- 1615 – Charles de Noyelle, belgijski jezuita (zm. 1686)
- 1645 – Małgorzata Ludwika, księżniczka orleańska, wielka księżna Toskanii (zm. 1721)
- 1659 – Charles Ancillon, francuski prawnik, historyk, uchodźca hugenocki (zm. 1715)
- 1676:
  - Fryderyk II, książę Saksonii-Gotha-Altenburg (zm. 1732)
  - Dominik Rudnicki, polski jezuita, poeta, kaznodzieja, wykładowca akademicki (zm. 1739)
- 1724 – Brat Cyprian z Czerwonego Klasztoru, słowacki mnich (zm. 1775)
- 1746 – Thomas Heyward Jr., amerykański polityk (zm. 1809)
- 1750 – Philippe Fabre d’Églantine, francuski polityk, rewolucjonista, aktor, dramatopisarz (zm. 1794)
- 1751 – Joseph Habersham, amerykański przedsiębiorca, polityk (zm. 1815)
- 1760 – Claude Carra de Saint-Cyr, francuski generał (zm. 1834)
- 1769 – Hudson Lowe, brytyjski wojskowy, gubernator Wyspy Świętej Heleny (zm. 1844)
- 1777 – Wilhelm II, elektor Hesji-Kassel (zm. 1847)
- 1791 – Włodzimierz (Alawdin), rosyjski biskup prawosławny (zm. 1845)
- 1796 – Ignaz Bösendorfer, austriacki muzyk, producent fortepianów i pianin (zm. 1859)
- 1802 – Winthrop Mackworth Praed, brytyjski poeta, polityk (zm. 1839)
- 1804 – Ludwig Feuerbach, niemiecki filozof (zm. 1872)
- 1806:
  - Aleksandr Iwanow, rosyjski malarz (zm. 1858)
  - (lub 25 lipca) Jakub Krotowski-Krauthofer, polski prawnik, polityk (zm. 1852)
- 1808 – Ignacy Rafał Czerwiakowski, polski lekarz, botanik (zm. 1882)
- 1811 – Charles West Cope, brytyjski malarz (zm. 1890)
- 1812 – Józef Ignacy Kraszewski, polski pisarz, publicysta, wydawca, historyk, archeolog, malarz, rysownik, kolekcjoner (zm. 1887)
- 1822 – Antonina Mirska, polska zakonnica (zm. 1905)
- 1828 – Iosif Hurko, rosyjski feldmarszałek, generał-gubernator warszawski (zm. 1901)
- 1832 – Tomasz Franciszek Zamoyski, polski ziemianin, ordynat zamojski (zm. 1889)
- 1840 – Edward Drinker Cope, amerykański zoolog, paleontolog, ewolucjonista, wykładowca akademicki (zm. 1897)
- 1842 – Paulin Ksawery Bohdanowicz, polski dowódca oddziału w powstaniu styczniowym (zm. 1863)
- 1844 – Gerard Manley Hopkins, brytyjski jezuita, poeta (zm. 1889)
- 1845 – Émile Boutroux, francuski filozof, wykładowca akademicki (zm. 1921)
- 1849 – Vjekoslav Klaić, chorwacki pisarz, historyk (zm. 1928)
- 1850 – Karol Dunin, polski prawnik, adwokat, nauczyciel (zm. 1917)
- 1852:
  - Stanisław Rudnicki, polski generał brygady (zm. 1925)
  - Ida Schaumburg-Lippe, księżniczka Schaumburg-Lippe, księżna Reuss–Greiz (zm. 1891)
- 1857 – Henryk Koiszewski, polski generał brygady (zm. 1942)
- 1858:
  - Gabriel Anton, austriacki neurolog, psychiatra (zm. 1933)
  - Stanisław Waryński, polsko-szwajcarski embriolog, działacz socjalistyczny (zm. 1888)
- 1860:
  - Karl Larsen, duński pisarz (zm. 1931)
  - Anastazja Romanowa, wielka księżna Rosji i Meklemburgii i Schwerina (zm. 1922)
- 1861 – Louis Vivin, francuski malarz prymitywista (zm. 1936)
- 1862 – Celestyn Racek, polski inżynier górnik (zm. 1894)
- 1864 – Kazimierz Ostaszewski, polski ziemianin, hodowca koni wyścigowych, publicysta, kompozytor (zm. 1948)
- 1866:
  - Ludwik Mieczkowski, polski aptekarz, polityk, samorządowiec, burmistrz Ostrowi Mazowieckiej (zm. 1932)
  - Beatrix Potter, brytyjska ilustratorka, autorka książek dla dzieci (zm. 1943)
- 1867 – Charles Dillon Perrine, argentyński astronom (zm. 1951)
- 1868 – Giuseppe Pellizza da Volpedo, włoski malarz (zm. 1907)
- 1870 – Henri Jaspar, belgijski polityk, premier Belgii (zm. 1939)
- 1871:
  - Ralph Elliott, amerykański księgowy, finansista, przedsiębiorca (zm. 1948)
  - Georgi Pajakow, bułgarski psychiatra (zm. 1935)
- 1872 – Albert Sarraut, francuski polityk, premier Francji (zm. 1962)
- 1874:
  - Ernst Cassirer, niemiecki filozof, wykładowca akademicki pochodzenia żydowskiego (zm. 1945)
  - Joaquín Torres García, urugwajski piłkarz (zm. 1949)
- 1876 – Elmer Ernest Southard, amerykański neuropatolog, psychiatra (zm. 1920)
- 1877 – Jędrzej Marusarz Jarząbek, polski przewodnik tatrzański, ratownik górski, cieśla (zm. 1961)
- 1879 – Gabriel Miró, hiszpański pisarz (zm. 1930)
- 1880:
  - Nikołaj Andriejew, rosyjski fizyk, wykładowca akademicki (zm. 1970)
  - Zygmunt Jundziłł, polski prawnik, adwokat, polityk, senator RP (zm. 1953)
- 1881 – Günther Quandt, niemiecki przemysłowiec, polityk (zm. 1954)
- 1883:
  - Stefan Pieńkowski, polski fizyk, wykładowca akademicki (zm. 1953)
  - Vittorio Valletta, włoski ekonomista, przedsiębiorca, polityk (zm. 1967)
- 1887:
  - Marcel Duchamp, francuski malarz (zm. 1968)
  - Raoul Stojsavljevic, austriacki pilot wojskowy, as myśliwski pochodzenia chorwackiego (zm. 1930)
- 1889 – Stefan Dwornik, polski major piechoty, prawnik (zm. 1940)
- 1890:
  - Franciszek Arciszewski, polski generał brygady, polityk, poseł na Sejm RP (zm. 1969)
  - Pinchus Krémègne, francuski malarz, rzeźbiarz pochodzenia żydowskiego (zm. 1981)
  - Rudolf Wendelmuth, niemiecki pilot wojskowy, as myśliwski (zm. 1917)
- 1891:
  - Richard Gallagher, amerykański aktor (zm. 1955)
  - István Tóth, węgierski piłkarz, trener (zm. 1945)
- 1892:
  - Joe E. Brown, amerykański aktor (zm. 1973)
  - Georges Madon, francuski pilot wojskowy, as myśliwski (zm. 1924)
- 1893:
  - Alfred Eluère, francuski rugbysta (zm. 1985)
  - Adolf Heidenhain, niemiecki neurolog (zm. 1937)
  - Meinrad Inglin, szwajcarski pisarz (zm. 1971)
  - Rued Langgaard, duński kompozytor (zm. 1952)
- 1894:
  - Alfred Ostroróg, polski kapitan piechoty, urzędnik (zm. 1937)
  - Marian Turkowski, polski generał brygady (zm. 1948)
- 1896:
  - Augustyn Gruszka, polski generał brygady, polityk emigracyjny (zm. 1976)
  - Barbara La Marr, amerykańska aktorka (zm. 1926)
- 1897:
  - Włodzimierz Niemierko, polski biochemik, fizjolog, wykładowca akademicki (zm. 1985)
  - Henryk Reyman, polski piłkarz, trener, działacz sportowy (zm. 1963)
- 1899:
  - Frans De Haes, belgijski sztangista (zm. 1923)
  - Kurt Eimann, niemiecki funkcjonariusz i zbrodniarz nazistowski (zm. 1980)
  - Wawrzyniec Staliński, polski piłkarz (zm. 1985)
- 1900:
  - Artur Maria Swinarski, polski poeta, satyryk, dramatopisarz, plastyk (zm. 1965)
  - Władimir Tribuc, radziecki admirał (zm. 1977)
- 1901:
  - Aleksander Heinrich, polski prawnik, działacz akademicki i narodowy (zm. 1942)
  - Rudy Vallée, amerykański aktor, piosenkarz (zm. 1986)
- 1902:
  - Alfons Długosz, polski malarz, fotograf, nauczyciel (zm. 1975)
  - Grzegorz Grzeban, polski biochemik, szachista, kompozytor szachowy (zm. 1991)
  - Karl Popper, austriacki filozof, wykładowca akademicki pochodzenia żydowskiego (zm. 1994)
- 1903 – Friedrich Rainer, niemiecki polityk nazistowski (zm. 1947)
- 1904:
  - Elyas Bazna, turecki szpieg (zm. 1970)
  - Pawieł Czerenkow, rosyjski fizyk, laureat Nagrody Nobla (zm. 1990)
  - Piero Toscani, włoski bokser (zm. 1940)
  - Jan Wójcicki, polski generał brygady (zm. 1998)
- 1905:
  - François Varillon, francuski jezuita, teolog (zm. 1978)
  - Squire Yarrow, brytyjski lekkoatleta, długodystansowiec (zm. 1984)
- 1906:
  - Willy Jäggi, szwajcarski piłkarz (zm. 1968)
  - David Littmann, amerykański kardiolog pochodzenia niemiecko-żydowskiego (zm. 1981)
- 1907:
  - John Grahame Douglas Clark, brytyjski archeolog (zm. 1995)
  - Richard Niineste, estoński porucznik (zm. 1944)
- 1908:
  - Emil Bergman, szwedzki hokeista (zm. 1976)
  - Kajetan Kryszkiewicz, polski piłkarz, trener (zm. 1982)
- 1909:
  - Aenne Burda, niemiecka wydawczyni prasowa (zm. 2005)
  - Malcolm Lowry, brytyjski prozaik, poeta (zm. 1957)
- 1910:
  - Clive Caldwell, australijski pilot wojskowy, as myśliwski (zm. 1994)
  - Leopold Lewin, polski poeta, tłumacz pochodzenia żydowskiego (zm. 1995)
- 1911 – Giorgio Scerbanenco, włoski pisarz (zm. 1969)
- 1912 – Irena Oberska, polska aktorka (zm. 1990)
- 1913:
  - Laird Cregar, amerykański aktor (zm. 1944)
  - Klara Sierońska-Kostrzewa, polska gimnastyczka (zm. 1990)
- 1914 – Carmen Dragon, amerykański dyrygent, kompozytor, aranżer (zm. 1984)
- 1915:
  - Helena Dunicz-Niwińska, polska skrzypaczka, tłumaczka, pamiętnikarka (zm. 2018)
  - Andrzej Święcicki, polski działacz katolicki (zm. 2011)
  - Charles Townes, amerykański fizyk, laureat Nagrody Nobla (zm. 2015)
- 1916 – David Brown, amerykański aktor, reżyser i producent filmowy (zm. 2010)
- 1917 – Władimir Bazowski, radziecki polityk, dyplomata (zm. 1993)
- 1918:
  - Penaia Ganilau, fidżyjski polityk, pierwszy prezydent Fidżi (zm. 1993)
  - Józef Oberc, polski geolog, wykładowca akademicki (zm. 2008)
  - Albert George Wilson, amerykański matematyk, astronom (zm. 2012)
- 1919 – Janusz Bardach, polsko-amerykański chirurg plastyczny pochodzenia żydowskiego (zm. 2002)
- 1920:
  - Roland de La Poype, francuski pilot wojskowy, as myśliwski (zm. 2012)
  - Andrew V. McLaglen, amerykański reżyser filmowy i telewizyjny pochodzenia brytyjskiego (zm. 2014)
  - Arshi Pipa, albański filozof, poeta, prozaik, krytyk literacki (zm. 1997)
- 1921:
  - Melba Hernández, kubańska polityk, dyplomatka, rewolucjonistka (zm. 2014)
  - Mieczysław Kaczyński, polski generał brygady (zm. 1999)
  - Wiktor Sumiński, polski podpułkownik (zm. 2018)
- 1922:
  - Lida van der Anker-Doedens, holenderska kajakarka (zm. 2014)
  - Marian Malina, polski malarz, grafik (zm. 1985)
  - Jacques Piccard, szwajcarski inżynier, oceanograf (zm. 2008)
  - Edwin Vásquez, peruwiański strzelec sportowy (zm. 1993)
- 1923:
  - Władimir Basow, rosyjski aktor, reżyser i scenarzysta filmowy (zm. 1987)
  - Theodore Bruce, australijski lekkoatleta, skoczek w dal i wzwyż (zm. 2002)
  - Maria Parnell, polska tancerka baletowa (zm. 2010)
  - Marc Raeff, amerykański historyk (zm. 2008)
  - Henryk Troszczyński, polski porucznik, żołnierz AK, uczestnik powstania warszawskiego (zm. 2019)
  - Władysław Wolski, polski urzędnik, przewodniczący prezydium Miejskiej Rady Narodowej Szczecina (zm. 1991)
- 1924:
  - Siergiej Aleksiejew, rosyjski prawnik (zm. 2013)
  - Benedicto Godoy, boliwijski piłkarz
  - Ejvind Hansen, duński kajakarz (zm. 1996)
  - Heinrich Jürgens, niemiecki rolnik, samorządowiec, polityk, eurodeputowany (zm. 2006)
  - Luigi Musso, włoski kierowca wyścigowy (zm. 1958)
  - Jonasz (Zyrianow), rosyjski biskup prawosławny (zm. 1975)
- 1925:
  - Baruch Samuel Blumberg, amerykański lekarz, astrobiolog, laureat Nagrody Nobla pochodzenia żydowskiego (zm. 2011)
  - Ali Bozer, turecki prawnik, wykładowca akademicki, polityk, minister spraw zagranicznych (zm. 2020)
  - André Boucourechliev, francuski kompozytor pochodzenia bułgarskiego (zm. 1997)
  - Czesław Czerniawski, polski pisarz, publicysta (zm. 1988)
  - Harry Haddock, szkocki piłkarz (zm. 1998)
  - Bruno Pesaola, włoski piłkarz, trener pochodzenia argentyńskiego (zm. 2015)
  - Jens Rosing, grenlandzki pisarz, malarz, projektant znaczków pocztowych (zm. 2008)
  - Juan Schiaffino, urugwajsko-włoski piłkarz, trener (zm. 2002)
  - Lloyd Searwar, gujański pisarz, dyplomata, polityk (zm. 2006)
- 1926:
  - Inna Makarowa, rosyjska aktorka (zm. 2020)
  - Andrzej Pawlikowski, polski architekt, urbanista (zm. 2020)
- 1927:
  - John Ashbery, amerykański poeta (zm. 2017)
  - Pasquale Festa Campanile, włoski pisarz, reżyser i scenarzysta filmowy (zm. 1986)
- 1928:
  - Leszek Armatys, polski historyk filmu, krytyk filmowy (zm. 1979)
  - Zbigniew Zieliński, polski polityk, poseł na Sejm PRL (zm. 2024)
- 1929:
  - Jacqueline Kennedy Onasis, amerykańska pierwsza dama (zm. 1994)
  - Janusz Kramarek, polski historyk sztuki (zm. 2021)
  - Shōzō Sasahara, japoński zapaśnik (zm. 2023)
- 1930:
  - Alfie Curtis, brytyjski aktor (zm. 2017)
  - Thadeu Gomes Canellas, brazylijski duchowny katolicki, biskup Osório
  - Joseph Larch, włoski wspinacz (zm. 2011)
  - Anna Skrzydlewska, polska zakonnica, architektka wnętrz, plastyk (zm. 2017)
- 1931:
  - Karl-Friedrich Haas, niemiecki lekkoatleta, sprinter (zm. 2021)
  - Darryl Hickman, amerykański aktor (zm. 2024)
  - Farman Sałmanow, azerski geolog (zm. 2007)
  - Khieu Samphan, kambodżański polityk, prezydent Demokratycznej Kampuczy
- 1932:
  - Jayme Henrique Chemello, brazylijski duchowny katolicki, biskup Pelotas
  - Hysen Hakani, albański reżyser i scenarzysta filmowy (zm. 2011)
- 1933:
  - Maurice Moucheraud, francuski kolarz szosowy (zm. 2020)
  - Heraldine Rock, polityczka z Saint Lucia (zm. 2012)
  - Wiktor Bohdan Szostak, polski internista, dietetyk, profesor nauk medycznych (zm. 2025)
- 1934:
  - Ron Flowers, angielski piłkarz (zm. 2021)
  - Bud Luckey, amerykański animator filmowy, rysownik, projektant, aktor głosowy (zm. 2018)
  - Diogo Reesink, holenderski duchowny katolicki posługujący w Brazylii, biskup Teófilo Otoni (zm. 2019)
  - Jan Slaski, polski historyk literatury polskiej (zm. 2022)
- 1935:
  - Tadeusz Bartczak, polski chemik, wykładowca akademicki (zm. 2022)
  - Władimir Baszew, bułgarski poeta, działacz komunistyczny (zm. 1971)
  - Lisa Gastoni, włoska aktorka
  - Massimo Natili, włoski kierowca wyścigowy (zm. 2017)
  - Jerzy Wdowczyk, polski fizyk, wykładowca akademicki (zm. 1996)
- 1936:
  - Franco Gandini, włoski kolarz torowy i szosowy
  - Ignacio Gogorza, hiszpański duchowny katolicki, biskup Encarnación w Paragwaju
  - Milan Uhde, czeski dramaturg, scenarzysta, dysydent, polityk
- 1937:
  - Francis Veber, francuski reżyser, scenarzysta i producent filmowy
  - John Anthony Walker, amerykański oficer marynarki wojennej, szpieg radziecki (zm. 2014)
- 1938:
  - Luis Aragonés, hiszpański piłkarz, trener (zm. 2014)
  - Alberto Fujimori, peruwiański polityk, prezydent Peru pochodzenia japońskiego (zm. 2024)
  - Robert Hughes, australijski pisarz, autor filmów dokumentalnych, krytyk sztuki (zm. 2012)
  - Chuan Leekpai, tajski prawnik, polityk, premier Tajlandii
  - Wojciech Walkiewicz, polski trener i działacz kolarski (zm. 2023)
- 1939:
  - Jan Just Bos, holenderski wioślarz (sternik) (zm. 2003)
  - Charles Cyphers, amerykański aktor (zm. 2024)
  - Jan Kućmierz, polski fitopatolog, mikolog (zm. 2023)
  - Andrzej Potworowski, polski menedżer, handlowiec, dyplomata (zm. 2023)
  - Marian Sokołowski, polski górnik, polityk, poseł na Sejm PRL (zm. 1997)
  - Christos Zacharakis, grecki prawnik, dyplomata, polityk (zm. 2023)
- 1940:
  - Giampaolo Ambrosi, włoski saneczkarz
  - Héctor Cingunegui, urugwajski piłkarz (zm. 2016)
  - Franco Cuter, brazylijski duchowny katolicki, biskup Grajaú (zm. 2019)
  - Jarosław Kossakowski, polski dziennikarz, krytyk sztuki
  - Romuald Loegler, polski architekt
- 1941:
  - Peter Cullen, kanadyjski aktor głosowy
  - Colin Higgins, amerykański aktor, reżyser, scenarzysta i producent filmowy (zm. 1988)
  - Peter Moreth, niemiecki polityk (zm. 2014)
  - Riccardo Muti, włoski dyrygent
  - Maria Szwarnowiecka, polska polityk, poseł na Sejm PRL
- 1942:
  - Valdis Birkavs, łotewski prawnik, polityk, premier Łotwy
  - Bolesław Kwiatkowski, polski koszykarz, trener (zm. 2021)
  - Meave Leakey, brytyjska paleontolog
  - Kaari Utrio, fińska historyk, pisarka, feministka
- 1943:
  - Mike Bloomfield, amerykański gitarzysta, kompozytor (zm. 1981)
  - Bill Bradley, amerykański koszykarz, przedsiębiorca, polityk, senator
  - Mieczysław Jedoń, polski ekonomista, polityk, poseł na Sejm RP
  - Zbigniew Szczapiński, polski aktor, reżyser
  - Marianna Wertyńska, rosyjska aktorka
  - Richard Wright, brytyjski muzyk, członek zespołu Pink Floyd (zm. 2008)
- 1944:
  - Ollie Darden, amerykański koszykarz
  - Franz Hasil, austriacki piłkarz
  - Fidel Herráez, hiszpański duchowny katolicki, biskup pomocniczy Madrytu i arcybiskup Burgos
- 1945:
  - Jim Davis, amerykański rysownik
  - Ernesto Leal, nikaraguański polityk (zm. 2005)
  - Mikołaj Szczęsny, polski historyk, muzykolog, publicysta i krytyk muzyczny (zm. 2010)
  - Adam Zych, polski psycholog, pedagog, poeta, tłumacz
- 1946:
  - Bolesław Andrzejewski, polski filolog, filozof, wykładowca akademicki
  - Marian Czapla, polski malarz, grafik (zm. 2016)
  - Andrzej Sygut, polski pedagog, samorządowiec, wiceprezydent Kielc
- 1947:
  - Barys Batura, białoruski generał major rezerwy, polityk
  - Peter Cosgrove, australijski generał, polityk, gubernator generalny Australii
  - Amira Dotan, izraelska polityk
  - Barbara Ferrell, amerykańska lekkoatletka, sprinterka
  - Jelena Nowikowa, rosyjska florecistka
  - Su Tseng-chang, tajwański polityk, premier Tajwanu
- 1948:
  - Georgia Engel, amerykańska aktorka (zm. 2019)
  - Ruud Geels, holenderski piłkarz (zm. 2023)
  - Salvatore Visco, włoski duchowny katolicki, arcybiskup Kapui
- 1949:
  - Maria de Belém Roseira, portugalska prawnik, polityk
  - Vida Blue, amerykański baseballista (zm. 2023)
  - Simon Kirke, brytyjski perkusista, członek zespołów Free i Bad Company
  - Janusz Niemcewicz, polski prawnik, polityk, poseł na Sejm RP, wiceprezes Trybunału Konstytucyjnego
  - Jürgen Rosenthal, niemiecki perkusista, członek zespołów: Dawn Road, Scorpions i Eloy
  - Pandi Siku, albański aktor (zm. 2022)
- 1950:
  - Mario Mantovani, włoski polityk
  - Cristóbal Montoro, hiszpański polityk
  - Žarko Olarević, serbski piłkarz, trener
  - Soh Chin Aun, malezyjski piłkarz pochodzenia chińskiego
  - Samuel Weymouth Tapley Seaton, polityk z Saint Kitts i Nevis, gubernator generalny (zm. 2023)
- 1951:
  - Santiago Calatrava, hiszpański architekt, inżynier budownictwa
  - Ray Kennedy, angielski piłkarz (zm. 2021)
  - Alfredo Pérez Rubalcaba, hiszpański chemik, polityk, wicepremier (zm. 2019)
- 1952:
  - Patermufiusz (Artiemichin), rosyjski duchowny prawosławny staroobrzędowy, biskup irkucki i zabajkalski (zm. 2024)
  - Jacek Bursztynowicz, polski aktor
  - Teresa Podemska-Abt, polska teoretyk literatury, pisarka, poetka, tłumaczka, socjolog edukacji
  - Jerzy Targalski, polski historyk, politolog, orientalista, publicysta (zm. 2021)
  - Maha Vajiralongkorn, król Tajlandii
  - Eva Wilms, niemiecka lekkoatletka, wieloboistka
- 1953:
  - François Hadżdż, libański generał (zm. 2007)
  - Barbara Jaźwicka, polska lekkoatletka, wieloboistka
- 1954:
  - Hugo Chávez, wenezuelski wojskowy, polityk, prezydent Wenezueli (zm. 2013)
  - Gerd Faltings, niemiecki matematyk
  - Michael Kocáb, czeski piosenkarz, kompozytor, polityk
  - Anna Lenartowicz-Stępkowska, polska aktorka (zm. 2019)
  - Steve Morse, amerykański gitarzysta, członek zespołów Kansas i Deep Purple
- 1955:
  - Vasile Andrei, rumuński zapaśnik
  - Elżbieta Konderak, polska dziennikarka, reżyserka telewizyjna
  - Anneline Kriel, południowoafrykańska modelka, zdobywczyni tytułu Miss World
  - Zbigniew Ostrowski, polski polityk, samorządowiec, wicemarszałek województwa kujawsko-pomorskiego
  - Dey Young, amerykańska aktorka
- 1956:
  - Carol Higgins Clark, amerykańska pisarka (zm. 2023)
  - Jimmy Jackson, amerykański zapaśnik (zm. 2008)
  - Romy Kermer, niemiecka łyżwiarka figurowa, trenerka
- 1957:
  - Anatol (Hładky), ukraiński biskup prawosławny
  - Marie Nagy, belgijska polityk pochodzenia węgiersko-kolumbijskiego
  - David Shearer, nowozelandzki polityk
- 1958:
  - Luca Barbareschi, włoski aktor, polityk
  - Terry Fox, kanadyjski lekkoatleta, działacz na rzecz walki z rakiem (zm. 1981)
  - Michael Hitchcock, amerykański aktor, komik, scenarzysta i producent telewizyjny
  - Dainius Junevičius, litewski fizyk, dyplomata
  - Pétur Ormslev, islandzki piłkarz, trener
  - Jarosław Ulatowski, polski przedsiębiorca, polityk, poseł na Sejm RP
- 1959:
  - Grzegorz Górniak, polski polityk, rolnik, poseł na Sejm RP
  - Martin Hole, norweski biegacz narciarski (zm. 2024)
  - Marcel Sisniega Campbell, meksykański szachista (zm. 2013)
  - William T. Vollmann, amerykański pisarz, dziennikarz
- 1960:
  - Alex Czerniatynski, belgijski piłkarz pochodzenia polskiego
  - Wiktor Manakow, rosyjski kolarz szosowy i torowy (zm. 2019)
  - Mark Rowe, amerykański lekkoatleta, sprinter
  - Leszek Stefankiewicz, polski trener i mechanik żużlowy
- 1961:
  - Yannick Dalmas, francuski kierowca wyścigowy
  - René Jacquot, francuski bokser
  - Sławomir Jeneralski, polski dziennikarz, polityk, poseł na Sejm RP
  - Alaksandr Kurłowicz, białoruski sztangista (zm. 2018)
  - Scott Parazynski, amerykański astronauta pochodzenia polskiego
- 1962:
  - John Connelly, amerykański wokalista, gitarzysta, kompozytor
  - Torsten Gütschow, niemiecki piłkarz, trener
  - Lars Håland, szwedzki biegacz narciarski
  - Margaritis Schinas, grecki polityk, eurodeputowany i eurokomisarz
- 1963:
  - Beverley Craven, brytyjska piosenkarka, pianistka, kompozytorka
  - Katharina Franck, niemiecka piosenkarka
- 1964:
  - Karin Buder, austriacka narciarka alpejska
  - Aleksandyr Christow, bułgarski bokser
  - Tomasz Czyżewski, polski gitarzysta, kompozytor, autor tekstów
  - Barbara Ganz, szwajcarska kolarka torowa i szosowa
  - Kazimierz Michał Ujazdowski, polski prawnik, polityk, poseł na Sejm RP, minister kultury i dziedzictwa narodowego, eurodeputowany
- 1965:
  - James Biberi, amerykański aktor pochodzenia albańskiego
  - Daniela Mercury, brazylijska piosenkarka, tancerka, aktorka
  - Carlo Maria Polvani, włoski duchowny katolicki, arcybiskup, urzędnik Kurii Rzymskiej
  - Sergio Slipak, argentyński szachista
  - Pedro Troglio, argentyński piłkarz, trener
- 1966:
  - Grzegorz Filipowski, polski łyżwiarz figurowy, trener
  - Mette Gjerskov, duńska polityk, minister rolnictwa (zm. 2023)
  - Rafał Kwaśniewski, polski gitarzysta rockowy, kompozytor, autor tekstów, poeta
  - Andy Legg, walijski piłkarz, trener
  - Miguel Ángel Nadal, hiszpański piłkarz
  - Udo Riglewski, niemiecki tenisista
  - Roger Strøm, norweski łyżwiarz szybki
- 1967:
  - Attila Horváth, węgierski lekkoatleta, dyskobol (zm. 2020)
  - Bogdan Lewczuk, polski lekarz weterynarii, wykładowca akademicki
- 1968:
  - Rachel Blakely, australijska aktorka, modelka
  - Pavel Brycz, czeski pisarz, scenarzysta bajek, autor piosenek dla dzieci
- 1969:
  - Michael Amott, szwedzki gitarzysta, kompozytor, członek zespołów: Disaccord, Carnage, Spiritual Beggars, Arch Enemy, Candlemass i Black Earth
  - Alexis Arquette, amerykańska aktorka (zm. 2016)
  - Igor Benedejčič, słoweński piłkarz
  - Mike Bernardo, południowoafrykański bokser, kick-bokser (zm. 2012)
  - Hannes Engelschall, austriacki komandos, kulturysta
  - Jón Arnar Magnússon, islandzki lekkoatleta, wieloboista
  - Dana White, amerykański przedsiębiorca, promotor sportów walki pochodzenia irlandzkiego
- 1970:
  - Robert Behnken, amerykański pilot wojskowy, inżynier, astronauta
  - Grzegorz Króliczak, polski filozof, neurokognitywista, wykładowca akademicki
  - Jan Bo Petersen, duński kolarz szosowy i torowy
  - Sylwia Sysko-Romańczuk, polska ekonomistka, wykładowczyni akademicka
- 1971:
  - Abu Bakr al-Baghdadi, iracki terrorysta, samozwańczy kalif Państwa Islamskiego (zm. 2019)
  - Oskar Dawicki, polski artysta multimedialny
  - Tomáš Likavský, słowacki szachista, trener
  - Stephen Lynch, amerykański komik, muzyk
  - Ian McCulloch, angielski snookerzysta
  - Annie Perreault, kanadyjska łyżwiarka szybka, specjalistka short tracku
- 1972:
  - Alena Antalová, słowacka aktorka
  - Elizabeth Berkley, amerykańska aktorka
  - Fabian de Freitas, holenderski piłkarz pochodzenia surinamskiego
  - Grzegorz Potęga, polski samorządowiec, przedsiębiorca i działacz sportowy, wicemarszałek województwa lubuskiego
  - Liang Qin, chińska szpadzistka
  - Ołeh Rypan, ukraiński piłkarz, bramkarz, trener
  - Tom Vanhoudt, belgijski tenisista
- 1973:
  - Illa Błyzniuk, ukraiński piłkarz, bramkarz, trener
  - Simone Montedoro, włoski aktor
  - Douglas Walker, brytyjski lekkoatleta, sprinter
  - Anne Wojcicki, amerykańska biolog, biotechnolog, bizneswoman pochodzenia polsko-żydowskiego
- 1974:
  - Afroman, amerykański raper
  - Bodunha, angolski piłkarz
  - Vitalie Pîrlog, mołdawski prawnik, polityk
  - Manolo Poulot, kubański judoka
  - Aleksis Tsipras, grecki polityk, premier Grecji
- 1975:
  - Edgar Aguilera, paragwajski piłkarz
  - John Erik Kaada, norweski kompozytor
  - Paweł Krajewski, polski chorąży BOR (zm. 2010)
  - Juan Micha, piłkarz i trener z Gwinei Równikowej
  - Leonor Watling, hiszpańsko-brytyjska aktorka, wokalistka
- 1976:
  - Meng Jie, chińska florecistka
  - Carol Eduard Novak, rumuński kolarz, paraolimpijczyk, polityk pochodzenia węgierskiego
  - Kai Schumann, niemiecki aktor
  - Jacoby Shaddix, amerykański wokalista, członek zespołu Papa Roach
- 1977:
  - Aki Berg, fiński hokeista
  - Mark Boswell, kanadyjski lekkoatleta, skoczek wzwyż
  - Brasília, brazylijski piłkarz
  - Manu Ginóbili, argentyński koszykarz
  - Ciprian-Costică Nanu, rumuński szachista
  - Ksienija Swietłowa, izraelska dziennikarka, polityk pochodzenia rosyjskiego
- 1978:
  - Hendrik Borgmann, niemiecki aktor
  - Yannick Jauzion, francuski rugbysta
  - Gerco Schröder, holenderski jeździec sportowy
  - Antony Warmbold, niemiecki kierowca rajdowy
- 1979:
  - Birgitta Haukdal, islandzka piosenkarka
  - Hugo, brazylijski piłkarz
  - Estefania Küster, niemiecka tancerka, modelka, prezenterka telewizyjna pochodzenia paragwajskiego
  - Władimir Kuźmiczow, rosyjski piłkarz (zm. 2016)
  - Władimir Mirgorod, rosyjski seryjny morderca
  - Alena Popczanka, białorusko-francuska pływaczka
  - Kārlis Vērdiņš, łotewski poeta, krytyk literacki, tłumacz
- 1980:
  - Shelly Gotlieb, nowozelandzka snowboardzistka
  - Andrzej Jezierski, polski kajakarz, kanadyjkarz
  - Kai Rosenkranz, niemiecki kompozytor
  - Michał Szymerowski, polski strongman
- 1981:
  - Michael Carrick, angielski piłkarz
  - Willie Green, amerykański koszykarz
  - Dmitrij Komornikow, rosyjski pływak
- 1982:
  - Ibragim Chamrakułow, uzbecki i hiszpański szachista
  - Karol Kalinowski, polski rysownik i scenarzysta komiksowy
  - Tom Pelphrey, amerykański aktor
  - Maria Rendin, szwedzka lekkoatletka, tyczkarka
  - Cain Velasquez, amerykański zapaśnik
- 1983:
  - Przemysław Czerwiński, polski lekkoatleta, tyczkarz
  - Kamil Piechucki, polski koszykarz, trener
  - Maryna Pryszczepa, ukraińska judoczka
  - Vladimir Stojković, serbski piłkarz, bramkarz
- 1984:
  - Oksana Kurt, azerska siatkarka
  - Zach Parise, amerykański hokeista
  - Dariusz Przybylski, polski organista, kompozytor
  - Maciej Raczyński, polski koszykarz, trener
  - Roline Repelaer van Driel, holenderska wioślarka
- 1985:
  - Mathieu Debuchy, francuski piłkarz
  - Tatiana Encarnación, portorykańska siatkarka
  - Anton Gołocuckow, rosyjski gimnastyk
  - Dustin Milligan, kanadyjski aktor
  - Brižitka Molnar, serbska siatkarka
  - Christian Süß, niemiecki tenisista stołowy
  - Benjamin Weß, niemiecki hokeista na trawie
- 1986:
  - Tiago Apolónia, portugalski tenisista stołowy
  - Essence Carson, amerykańska koszykarka
  - Terrence Jennings, amerykański taekwondzista
  - Dossa Júnior, cypryjski piłkarz pochodzenia portugalskiego
  - Lauri Korpikoski, fiński hokeista
  - Wieniamin Rieszetnikow, rosyjski szablista
  - Darin Ruf, amerykański baseballista
- 1987:
  - Katarzyna Dulian, polska pływaczka
  - Pedro, hiszpański piłkarz
  - Nemanja Petrić, serbski siatkarz
  - Aimee Watson, australijska biegaczka narciarska
- 1988:
  - Natalla Cupranawa, białoruska tenisistka
  - Deys, polski raper
  - Aleksandyr Kostadinow, bułgarski zapaśnik
  - Sep Vanmarcke, belgijski kolarz szosowy
- 1989:
  - Adrien Broner, amerykański bokser
  - Monika Brzostek, polska siatkarka plażowa
  - Albin Ekdal, szwedzki piłkarz
  - Andrea Keszler, węgierska łyżwiarka szybka
  - Felipe Kitadai, brazylijski judoka
  - Susannah Townsend, brytyjska hokeistka na trawie
- 1990:
  - Aleksandr Markin, rosyjski siatkarz
  - Hanna Nowosad, ukraińska urzędniczka państwowa, polityk
  - Soulja Boy, amerykański raper
- 1991:
  - Kantiemir Bałagow, rosyjski reżyser i scenarzysta filmowy
  - Rafael Lopes, portugalski piłkarz
  - Lukáš Štetina, słowacki piłkarz
  - Zhang Xiaoyu, chińska siatkarka
- 1992:
  - Spencer Boldman, amerykański aktor
  - Misato Komatsubara, japońska łyżwiarka figurowa
  - Sabine Schöffmann, austriacka snowboardzistka
  - Bailey Wright, australijski piłkarz
- 1993:
  - Baturalp Burak Güngör, turecki koszykarz
  - Harry Kane, angielski piłkarz
  - Cher Lloyd, brytyjska piosenkarka
  - Abujazid Mancygow, rosyjski zapaśnik
  - Anna Nurmuchambietowa, kazachska sztangistka
  - Josh Prenot, amerykański pływak
  - Mohamed Yattara, gwinejski piłkarz
  - Aleksandra Zych, polska piłkarka ręczna
- 1994:
  - Sven van Beek, holenderski piłkarz
  - Dominik Holec, słowacki piłkarz, bramkarz
  - Boban Nikołow, macedoński piłkarz
  - Kenedy Pedrosa, brazylijski zapaśnik
  - Suan Lam Mang, birmański piłkarz
- 1995:
  - Loren Alfonso, azerski bokser pochodzenia kubańskiego
  - Nickel Chand, fidżyjski piłkarz
  - Bradley Simpson, brytyjski wokalista, członek zespołu The Vamps
  - Renato Tapia, peruwiański piłkarz
  - Sparkle Taylor, amerykańska koszykarka
- 1996:
  - Harriet Dart, brytyjska tenisistka
  - Alex Roldán, salwadorski piłkarz pochodzenia gwatemalskiego
  - Samuel Tetteh, ghański piłkarz
  - Rasmus Tiller, norweski kolarz szosowy
- 1997:
  - Habiba Tarik Fathi Atijja, egipska zapaśniczka
  - Jewgienija Frołkina, rosyjska koszykarka
  - Mothusi Johnson, botswański piłkarz
  - Anna Emilie Møller, duńska lekkoatletka, biegaczka średnio- i długodystansowa
  - Diego Sosa, argentyński piłkarz
  - Óscar Tigreros, kolumbijski zapaśnik
  - Lindy Waters, amerykański koszykarz
- 1998:
  - Ragnar Ache, niemiecki piłkarz pochodzenia ghańskiego
  - Justice Figuareido, suazyjski piłkarz
  - Sadżdżad Imentalab, irański zapaśnik
  - Liu Minghu, chiński zapaśnik
  - Isaiah Livers, amerykański koszykarz
  - Neisser Loyola, belgijski szpadzista pochodzenia kubańskiego
  - Frank Ntilikina, francuski koszykarz pochodzenia rwandyjskiego
  - Wołodymyr Ostapenko, ukraiński siatkarz
- 1999:
  - Daniel Aguirre, amerykański piłkarz pochodzenia meksykańskiego
  - Troy Brown, amerykański koszykarz
  - Łukasz Kolenda, polski koszykarz
  - Norbert Krakowiak, polski żużlowiec
  - Håvard Moseby, norweski biegacz narciarski
  - Marija Nowołodska, rosyjska kolarka szosowa i torowa
  - Keisuke Ōsako, japoński piłkarz, bramkarz
  - Frank Tsadjout, włoski piłkarz pochodzenia kameruńskiego
- 2000:
  - Asparuch Asparuchow, bułgarski siatkarz
  - Keito Nakamura, japoński piłkarz
  - Lee O’Connor, irlandzki piłkarz
  - Emile Smith Rowe, angielski piłkarz
  - Sebastian Soto, amerykański piłkarz pochodzenia chilijskiego
  - Sebastian Walda, polski koszykarz
  - Anna Wińkowska, polska koszykarka
- 2001 – Cole Bassett, amerykański piłkarz
- 2002:
  - Néstor Almanza, chilijski zapaśnik
  - Facundo Kruspzky, argentyński piłkarz pochodzenia polskiego
- 2003 – Esmee Brugts, holenderska piłkarka
- 2005 – Sina Arnet, szwajcarska skoczkini narciarska

## Zmarli
- 450 – Teodozjusz II, cesarz wschodniorzymski (ur. 401)
- 938 – Thankmar, książę niemiecki (ur. 900–905)
- 1057 – Wiktor II, papież (ur. ok. 1018)
- 1128 – Wilhelm Clito, hrabia Flandrii (ur. 1102)
- 1230 – Leopold VI Sławny, książę Austrii (ur. 1176)
- 1308 – Abu Sabit, sułtan Maroka (ur. 1283)
- 1330 – Michał III Szyszman, car Bułgarii (ur. 1275–80)
- 1345 – Sancha z Majorki, królowa Neapolu (ur. ok. 1285)
- 1368 – Bolko II Mały, książę świdnicki i jaworski (ur. ok. 1310)
- 1433 – Jan Szafraniec, polski duchowny katolicki, biskup kujawsko-pomorski, profesor i rektor Akademii Krakowskiej (ur. 1363)
- 1455 – Jan VI von Deher, niemiecki duchowny katolicki, biskup lubuski (ur. ?)
- 1458 – Jan II, król Cypru (ur. 1418)
- 1472 – (między 25 a 28 lipca) Gaston IV de Foix-Grailly, angielski arystokrata (ur. 1422)
- 1473 – Nicolò Tron, doża Wenecji (ur. 1399)
- 1527 – Rodrigo de Bastidas, hiszpański konkwistador (ur. 1468)
- 1535 – Esteban Gabriel Merino, hiszpański duchowny katolicki, arcybiskup Bari, biskup León i Jaén, patriarcha Indii Zachodnich, administrator apostolski Bovino, kardynał (ur. ok. 1472)
- 1540 – Thomas Cromwell, angielski polityk (ur. ok. 1485)
- 1544 – Ruprecht Wittelsbach, hrabia palatyn i książę Palatynatu-Veldenz (ur. 1506)
- 1558 – Radu Eliasz, hospodar Wołoszczyzny (ur. ?)
- 1559 – Jan Dziaduski, polski duchowny katolicki, biskup margaryteński, kamieniecki, chełmski i przemyski, sufragan włocławski (ur. 1496)
- 1614 – Felix Platter, szwajcarski lekarz, pisarz (ur. 1536)
- 1631 – Guillén de Castro, hiszpański poeta (ur. 1569)
- 1639 – Mikołaj z Wielkiego Chrząstowa Wierzbowski, polski szlachcic, wojskowy, polityk (ur. ok. 1586)
- 1644 – Pedro de las Cuevas, hiszpański malarz (ur. ?)
- 1655 – Savinien Cyrano de Bergerac, francuski filozof, pisarz (ur. 1619)
- 1682 – Dymitr Jerzy Wiśniowiecki, hetman wielki koronny (ur. 1631)
- 1691 – Fryderyk Mortzfeld, polski duchowny luterański, pisarz religijny (ur. 1643)
- 1696 – Charles Colbert de Croissy, francuski dyplomata (ur. 1625)
- 1711 – Gerard de Lairesse, holenderski malarz, grafik, teoretyk sztuki (ur. 1640/41)
- 1715 – Jakub Kresa, czeski jezuita, matematyk, poliglota, tłumacz (ur. 1648)
- 1741 – Antonio Vivaldi, włoski duchowny katolicki, skrzypek, kompozytor (ur. 1678)
- 1750 – Jan Sebastian Bach, niemiecki kompozytor (ur. 1685)
- 1794:
  - Georges Couthon, francuski rewolucjonista (ur. 1755)
  - Maximilien de Robespierre, francuski rewolucjonista (ur. 1758)
  - Louis de Saint-Just, francuski rewolucjonista (ur. 1767)
  - François Hanriot, francuski generał, rewolucjonista (ur. 1761)
  - Augustin Robespierre, francuski rewolucjonista (ur. 1763)
- 1802 – Giuseppe Sarti, włoski kompozytor (ur. 1729)
- 1807 – Jan Regulski, polski gliptyk, medalier, kolekcjoner (ur. ok. 1760)
- 1811 – Cyprian Odyniec, polski duchowny katolicki, jezuita, biskup pomocniczy mohylewski (ur. 1749)
- 1815 – Philip Barton Key, amerykański polityk (ur. 1757)
- 1818 – Gaspard Monge, francuski matematyk, fizyk, chemik (ur. 1746)
- 1826 – Józef Zajączek, polski generał, namiestnik Królestwa Polskiego (ur. 1752)
- 1835 – Édouard Mortier, francuski arystokrata, generał, marszałek Francji (ur. 1768)
- 1838 – Bernhard Henrik Crusell, fiński kompozytor, klarnecista (ur. 1775)
- 1840 – John Lambton, brytyjski arystokrata, polityk, administrator kolonialny (ur. 1792)
- 1842 – Clemens Brentano, niemiecki pisarz (ur. 1778)
- 1844 – Józef Bonaparte, król Neapolu i Hiszpanii (ur. 1768)
- 1847:
  - Jan Nepomucen Głowacki, polski malarz (ur. 1802)
  - George Martin, brytyjski admirał (ur. 1764)
- 1849:
  - Karol Albert, król Sardynii (ur. 1798)
  - Gabriel Jean Joseph Molitor, francuski generał, marszałek Francji (ur. 1770)
- 1850 – Matthew B. Lowrie, amerykański polityk (ur. 1773)
- 1852 – Andrew Jackson Downing, amerykański architekt, projektant ogrodów (ur. 1815)
- 1855 – Salomon Rothschild, niemiecki bankier pochodzenia żydowskiego (ur. 1774)
- 1858 – Józef Sampedro, hiszpański dominikanin, misjonarz, biskup, męczennik, święty (ur. 1821)
- 1869 – Jan Evangelista Purkyně, czeski anatom, fizjolog, patriota (ur. 1787)
- 1872 – Frederik Kaiser, holenderski astronom (ur. 1808)
- 1875 – James Thomas Elliott, amerykański polityk (ur. 1823)
- 1879 – Wilhelm, książę Meklemburgii-Schwerinu, pruski wojskowy (ur. 1827)
- 1882 – Kazimierz Antoni Krasicki, polski hrabia, ziemianin, polityk, działacz gospodarczy (ur. 1807)
- 1883:
  - Władysław Ludwik Anczyc, polski dramatopisarz, poeta, tłumacz, wydawca (ur. 1823)
  - Carlo di Persano, włoski admirał, polityk (ur. 1806)
- 1893 – Wincenty Kirchmajer, polski polityk (ur. 1820)
- 1895 – Jan Kappeyne van de Coppello, holenderski prawnik, polityk, premier Holandii (ur. 1822)
- 1897 – Janka Łuczyna, białoruski poeta, działacz kulturalny (ur. 1851)
- 1898 – William Pepper, amerykański lekarz, wykładowca akademicki (ur. 1843)
- 1901 – Paul Alexis, francuski prozaik, dramaturg (ur. 1847)
- 1902:
  - Jan Babirecki, polski pedagog, autor map historycznych Polski (ur. 1855)
  - Jehan Georges Vibert, francuski malarz, akwarelista, pedagog (ur. 1840)
- 1904 – Wiaczesław Plehwe, rosyjski arystokrata, urzędnik, polityk pochodzenia niemieckiego (ur. 1846)
- 1906 – Elizabeth Porter Gould, amerykańska poetka, eseistka, biografistka, edytorka, sufrażystka (ur. 1848)
- 1910 – Josef Herzum, austro-węgierski oficer, lekarz (ur. 1830)
- 1914 – Mieczysław Miller, polski kapitan saperów i lotnictwa w służbie austro-węgierskiej (ur. 1876)
- 1917 – Alfred Niederhoff, niemiecki pilot wojskowy, as myśliwski (ur. 1895)
- 1918 – Kazimierz Jan Miczyński, polski agronom, gleboznawca, wykładowca akademicki (ur. 1868)
- 1920:
  - Bolesław Binder, polski podporucznik piechoty (ur. 1898)
  - Stanisław Pokładnik, polski podporucznik kawalerii (ur. 1896)
  - Alaksandr Pruszynski, białoruski poeta, działacz narodowy (ur. 1887)
- 1921 – Tadeusz Godlewski, polski fizyk, wykładowca akademicki (ur. 1878)
- 1922:
  - Jules Guesde, francuski dziennikarz, działacz socjalistyczny (ur. 1845)
  - Jan Roliński, polski polityk, prezydent Włocławka (ur. 1888)
- 1924 – William Chandler, amerykański kierowca wyścigowy (ur. 1890)
- 1925 – Léon Augustin Lhermitte, francuski malarz (ur. 1844)
- 1926 – Jenő Károly, węgierski piłkarz, trener (ur. 1886)
- 1928 – Édouard-Henri Avril, francuski malarz (ur. 1849)
- 1930:
  - John DeWitt, amerykański lekkoatleta, młociarz (ur. 1881)
  - Allvar Gullstrand, szwedzki lekarz okulista, laureat Nagrody Nobla (ur. 1862)
  - Feliks Konopasek, polski kompozytor, dyrygent (ur. 1860)
- 1931 – Józef Kuczyński, polski prawnik, polityk, kierownik resortu spraw wewnętrznych (ur. 1871)
- 1934 – Marie Dressler, kanadyjska aktorka (ur. 1868)
- 1936 – Piotr Poveda Castroverde, hiszpański karmelita, męczennik, święty (ur. 1874)
- 1938:
  - Jakow Dawtian, radziecki polityk, dyplomata pochodzenia ormiańskiego (ur. 1888)
  - Virgulino Ferreira da Silva, brazylijski przestępca (ur. 1897)
- 1939:
  - Wiktor Cholzunow, radziecki komdyw awiacji (ur. 1905)
  - William James Mayo, amerykański chirurg (ur. 1861)
- 1940:
  - Gyula Kellner, węgierski lekkoatleta, maratończyk (ur. 1871)
  - Gerda Wegener, duńska malarka, ilustratorka (ur. 1886)
- 1941:
  - Iwan Lorenz, radziecki adwokat, dyplomata (ur. 1890)
  - Fricis Kociņš, łotewski wojskowy, dyplomata (ur. 1895)
  - Feliks Kon, polski działacz komunistyczny pochodzenia żydowskiego (ur. 1864)
  - Aleksandr Nikitin, radziecki polityk (ur. 1901)
- 1942 – William Flinders Petrie, brytyjski archeolog, egiptolog (ur. 1853)
- 1943 – Stanisław Henryk Badeni, polski prawnik, historyk (ur. 1877)
- 1944:
  - Iwan Borisiuk, radziecki młodszy porucznik (ur. 1914)
  - Ralph Fowler, brytyjski fizyk, astronom, wykładowca akademicki (ur. 1889)
  - Wacława Marek, polska działaczka komunistyczna (ur. 1910)
- 1946:
  - Arduino Berlam, włoski architekt (ur. 1880)
  - Ariëns Kappers, holenderski neurolog, neuroanatom (ur. 1877)
  - Robert Mazaud, francuski kierowca wyścigowy (ur. 1906)
  - Alfonsa Muttathupadathu, hinduska klaryska, święta (ur. 1910)
- 1949 – Traugott Konstantin Oesterreich, niemiecki filozof, psycholog (ur. 1880)
- 1950 – Helena Ceysingerówna, polska poetka, pisarka, dziennikarka, feministka, nauczycielka (ur. 1869)
- 1951 – Louis Bobé, duński archiwista, historyk, wykładowca akademicki (ur. 1867)
- 1952 – Erich Metze, niemiecki kolarz szosowy i torowy (ur. 1909)
- 1954 – Michał Korczewski, polski botanik, biochemik, fitofizjolog, wykładowca akademicki (ur. 1889)
- 1956:
  - Walter Andrae, niemiecki archeolog, architekt, muzeolog, wykładowca akademicki (ur. 1875)
  - Luigi Fantappiè, włoski matematyk, wykładowca akademicki (ur. 1901)
- 1957 – Edith Abbott, amerykańska ekonomistka, działaczka społeczna, wykładowczyni akademicka (ur. 1876)
- 1958 – Antoni Olbromski, polski prawnik, działacz niepodległościowy, harcmistrz (ur. 1896)
- 1959:
  - Wasilij Gowiadkin, radziecki generał major wojsk łączności (ur. 1896)
  - Roald Larsen, norweski łyżwiarz szybki (ur. 1898)
- 1960:
  - Tadeusz Dietrich, polski ekonomista, polityk, minister finansów, poseł na Sejm PRL (ur. 1905)
  - Arnold Jirásek, czeski chirurg, neurochirurg (ur. 1887)
- 1962 – Franz Konwitschny, niemiecki dyrygent, skrzypek (ur. 1901)
- 1963 – Gerry Gratton, kanadyjski sztangista (ur. 1927)
- 1964:
  - Daniel Fernández Crespo, urugwajski nauczyciel, polityk, prezydent Urugwaju (ur. 1901)
  - Rainer Gneiser, niemiecka ofiara muru berlińskiego (ur. 1940)
  - Czesław Skoniecki, polski działacz komunistyczny, publicysta, współzałożyciel PPR, kierownik siatki NKWD w okupowanej Warszawie, prezes Głównego Urzędu Kontroli Prasy, Publikacji i Widowisk (ur. 1905)
  - Norbert Wolscht, niemiecka ofiara muru berlińskiego (ur. 1943)
- 1965 – Ranpo Edogawa, japoński pisarz, krytyk literacki (ur. 1894)
- 1967:
  - Eric de Keyn, belgijski kierowca wyścigowy (ur. 1940)
  - Werner Marcks, niemiecki generał porucznik (ur. 1896)
  - David Pratt, szkocki piłkarz, trener (ur. 1896)
  - Roch Stebnowski, polski major piechoty (ur. 1894)
- 1968:
  - Otto Hahn, niemiecki fizykochemik, laureat Nagrody Nobla (ur. 1879)
  - Ángel Herrera Oria, hiszpański duchowny katolicki, biskup Malagi, kardynał, Sługa Boży (ur. 1886)
  - Chris Lambert, brytyjski kierowca wyścigowy (ur. 1944)
- 1969:
  - Ramón Grau San Martín, kubański lekarz, polityk, prezydent Kuby (ur. 1882)
  - Frank Loesser, amerykański kompozytor, autor tekstów, librecista, wydawca (ur. 1910)
- 1971:
  - Diane Arbus, amerykańska fotografka pochodzenia żydowskiego (ur. 1923)
  - Stanisław Chlebda, polski nauczyciel, polityk, poseł na Sejm PRL (ur. 1909)
- 1972:
  - Mieczysława Ćwiklińska, polska aktorka, śpiewaczka (sopran) (ur. 1879)
  - Julian Duchowicz, polski architekt (ur. 1912)
  - Charu Majumdar, indyjski polityk (ur. 1918)
  - Balbina Świtycz-Widacka, polska rzeźbiarka, poetka (ur. 1901)
  - Helen Traubel, amerykańska śpiewaczka operowa (sopran dramatyczna), aktorka, artystka kabaretowa (ur. 1899)
- 1973 – Bronisława Skrzeszewska, polska działaczka komunistyczna, nauczycielka, archiwistka, wydawczyni źródeł pochodzenia żydowskiego (ur. 1898)
- 1974 – Stanisław Paszke, polski kapitan kapelmistrz, dyrygent, kompozytor, nauczyciel muzyki (ur. 1894)
- 1975:
  - Marek Kęsicki, polski himalaista (ur. 1950)
  - Bohdan Nowaczyk, polski himalaista (ur. ?)
  - Georges Renaud, francuski szachista (ur. 1893)
  - Andrzej Sikorski, polski himalaista (ur. ?)
- 1976 – Józef Pietrusiński, polski polityk, poseł na Sejm PRL (ur. 1912)
- 1977 – Karol Harasimowicz, polski major (ur. 1894)
- 1979 – George Seaton, amerykański reżyser, scenarzysta i producent filmowy (ur. 1911)
- 1980 – Haydée Santamaría, kubańska rewolucjonistka, działaczka kulturalna i państwowa (ur. 1921)
- 1981:
  - Wilbur Cush, północnoirlandzki piłkarz (ur. 1928)
  - Stefan Łukasik, polski ortopeda, traumatolog, wykładowca akademicki (ur. 1912)
  - Stanley Francis Rother, amerykański duchowny katolicki, męczennik, błogosławiony (ur. 1935)
- 1982 – Władimir Smirnow, radziecki florecista, szpadzista (ur. 1954)
- 1983:
  - Iwan Bieniediktow, radziecki dyplomata, polityk (ur. 1902)
  - Bolesław Hornowski, polski psycholog, profesor nauk humanistycznych (ur. 1914)
- 1986:
  - John Alcott, brytyjski operator filmowy (ur. 1931)
  - Stanisław Czerniec, polski duchowny katolicki (ur. 1908)
  - Edmund Kolanowski, polski seryjny morderca, nekrofil (ur. 1947)
  - Shefqet Musaraj, albański pisarz, publicysta (ur. 1914)
- 1987 – Dmitrij Bilenkin, rosyjski pisarz science fiction, krytyk literacki, publicysta (ur. 1933)
- 1989 – Eugeniusz Stawiński, polski polityk, minister przemysłu lekkiego (ur. 1905)
- 1991 – Ray Felix, amerykański koszykarz (ur. 1930)
- 1994:
  - Lajos Bencze, węgierski zapaśnik (ur. 1918)
  - George D. Gangas, amerykański Świadek Jehowy pochodzenia greckiego, członek Ciała Kierowniczego (ur. 1896)
  - Colin Turnbull, brytyjsko-amerykański etnograf, antropolog, wykładowca akademicki (ur. 1924)
- 1995:
  - Wojciech Sołtys, polski historyk, pedagog (ur. 1925)
  - Harry Zimmerman, amerykański neuropatolog (ur. 1901)
- 1997 – Lawon Łuckiewicz, białoruski pedagog, działacz kulturalny i oświatowy (ur. 1922)
- 1998:
  - Zbigniew Gądek, polski architekt, urbanista, wykładowca akademicki (ur. 1925)
  - Zbigniew Herbert, polski poeta, eseista, dramaturg, filozof (ur. 1924)
  - Adam Hollanek, polski pisarz, publicysta (ur. 1922)
- 1999:
  - Trygve Haavelmo, norweski ekonomista, ekonometryk, laureat Nagrody Banku Szwecji im. Alfreda Nobla w dziedzinie ekonomii (ur. 1911)
  - Maksim Munzuk, rosyjski aktor (ur. 1910 lub 12)
- 2000 – Tadeusz Stefan Jaroszewski, polski historyk sztuki (ur. 1931)
- 2001 – Petr Križan, czeski kierowca wyścigowy (ur. 1977)
- 2002:
  - Anatol Fejgin, polski pułkownik, funkcjonariusz aparatu bezpieczeństwa Informacji Wojskowej, działacz komunistyczny pochodzenia żydowskiego (ur. 1909)
  - Archer Martin, brytyjski chemik, laureat Nagrody Nobla (ur. 1910)
  - Kazimierz Ostrowicz, polski aktor (ur. 1921)
- 2003 – Franco Brambilla, włoski duchowny katolicki, arcybiskup, nuncjusz apostolski (ur. 1923)
- 2004:
  - Francis Crick, brytyjski biochemik, genetyk, biolog molekularny, laureat Nagrody Nobla (ur. 1916)
  - Tiziano Terzani, włoski dziennikarz, reporter, korespondent (ur. 1938)
- 2005 – Jair da Rosa Pinto, brazylijski piłkarz, trener (ur. 1921)
- 2006:
  - Wołodymyr Dachno, ukraiński scenarzysta, animator i reżyser filmów animowanych (ur. 1932)
  - David Gemmell, brytyjski pisarz fantasy (ur. 1948)
  - Boris Marszak, rosyjski archeolog, orientalista pochodzenia żydowskiego (ur. 1933)
- 2007:
  - Józef Grabowicz, polski dziennikarz, działacz społeczny (ur. 1930)
  - Jerzy Kłosowski, polski scenograf (ur. 1928)
- 2008:
  - Canhotinho, brazylijski piłkarz (ur. 1924)
  - Suzanne Tamim, libańska piosenkarka (ur. 1977)
- 2009:
  - Hiroshi Maeue, japoński seryjny morderca (ur. 1968)
  - Mirosław Staniek, polski piłkarz (ur. 1968)
- 2010:
  - Tom Anderson, australijski żeglarz sportowy (ur. 1939)
  - Ryszard Barycz, polski aktor (ur. 1924)
  - István Móna, węgierski pięcioboista nowoczesny (ur. 1940)
  - Katarzyna Sobczyk, polska piosenkarka (ur. 1945)
  - Karl-Heinz Wildmoser, niemiecki restaurator, działacz piłkarski (ur. 1939)
- 2011:
  - Janina Boniakowska, polska poetka ludowa (ur. 1918)
  - Abd al-Fattah Junus, libijski generał, polityk, minister spraw wewnętrznych (ur. 1944)
- 2012:
  - Adam Choynowski, polski dziennikarz i komentator sportowy (ur. 1923)
  - Apoloniusz Golik, polski generał brygady (ur. 1928)
  - Kazimiera Rykowska, polska lekkoatletka, dyskobolka (ur. 1933)
- 2013:
  - Eileen Brennan, amerykańska aktorka (ur. 1932)
  - George Fitzsimons, amerykański duchowny katolicki, biskup Saliny (ur. 1928)
  - Rita Reys, holenderska piosenkarka (ur. 1924)
  - William Scranton, amerykański polityk (ur. 1917)
  - Ersilio Tonini, włoski duchowny katolicki, arcybiskup Rawenny, kardynał (ur. 1914)
- 2014:
  - Torrin Lawrence, amerykański lekkoatleta, sprinter (ur. 1989)
  - Theodore Van Kirk, amerykański major, nawigator (ur. 1921)
  - Witold Wenclewski, polski piłkarz (ur. 1964)
- 2015:
  - Edward Natapei, vanuacki polityk, premier i p.o. prezydenta Vanuatu (ur. 1954)
  - Franciscus Xaverius Rocharjanta Prajasuta, indonezyjski duchowny katolicki, biskup Banjarmasin (ur. 1931)
  - Suniti Solomon, indyjska mikrobiolog (ur. 1940)
- 2016:
  - Zofia Celińska, polska ekonomistka, Sprawiedliwa wśród Narodów Świata (ur. 1919)
  - Tadeusz Górny, polski dziennikarz, działacz i publicysta jazzowy, flecista (ur. 1941)
  - Vladimir Kovačević, serbski piłkarz, trener (ur. 1940)
  - Émile Derlin Zinsou, beniński polityk, prezydent Dahomeju (Beninu) (ur. 1918)
- 2017 – Stanisław Żyjewski, polski sędzia piłkarski (ur. 1953)
- 2018:
  - Marian Noga, polski inżynier, informatyk (ur. 1939)
  - Olga Sipowicz, polska wokalistka, autorka tekstów piosenek, członkini zespołu Maanam (ur. 1951)
- 2019:
  - Jerzy Wojciech Borejsza, polski historyk, publicysta (ur. 1935)
  - Zbigniew Grabowski, polski geotechnik, polityk (ur. 1930)
  - George Hilton, brytyjski aktor (ur. 1934)
  - Peter Bonu Johnson, gambijski piłkarz, trener (ur. 1963)
  - Halina Krukowska, polska historyk literatury (ur. 1937)
- 2020:
  - Aleksandr Aksinin, rosyjski lekkoatleta, sprinter (ur. 1954)
  - Angelo Carossino, włoski samorządowiec, polityk, burmistrz Savony, prezydent Ligurii, eurodeputowany (ur. 1929)
  - Jerzy Konieczny, polski prawnik, polityk, szef UOP, minister spraw wewnętrznych (ur. 1950)
- 2021:
  - Oleg Bakłanow, rosyjski inżynier, polityk, minister przemysłu budowy maszyn, sekretarz KC KPZR (ur. 1932)
  - Porfirio Armando Betancourt, honduraski piłkarz (ur. 1957)
  - Roberto Calasso, włoski pisarz, eseista, wydawca (ur. 1941)
  - István Csom, węgierski szachista, trener (ur. 1940)
  - Wołodymyr Dyky, ukraiński piłkarz, trener (ur. 1962)
  - Krzysztof Karpiński, polski piłkarz (ur. 1953)
  - Barbara Połomska, polska aktorka (ur. 1934)
- 2022:
  - József Kardos, węgierski piłkarz (ur. 1960)
  - Terry Neill, północnoirlandzki piłkarz, trener (ur. 1942)
- 2023:
  - Ryszard Niewodowski, polski koszykarz (ur. 1939)
  - Flor O’Mahony, irlandzki polityk (ur. 1946)
- 2024:
  - Chino XL, amerykański raper (ur. 1974)
  - Władimir Chodyriew, rosyjski polityk (ur. 1930)
  - Jerzy Sołdek, polski informatyk, profesor nauk technicznych (ur. 1931)
- 2025:
  - Janusz Bieniak, polski historyk, mediewista, profesor nauk humanistycznych, wykładowca akademicki (ur. 1927)
  - Laura Dahlmeier, niemiecka biathlonistka (ur. 1993)
  - Salvatore Gionta, włoski piłkarz wodny (ur. 1930)
  - Ryne Sandberg, amerykański baseballista (ur. 1959)